# كولومنس
كولومنس (بالإنجليزية:Columns) (باليابانية:コラムス) ، هي لعبة إلكترونية من نوع لعب الألغاز ، أنتجت شركة سيجا سنة 1990 ، وتعني كلمة كولومنس أي الأعمدة.

## طريقة اللعب
يجب أن تكون اللعبة بتساوي الجواهر للألوان المناسبة فمثلا :
يجب أن تكون الألوان الأزرق الثلاث سواء بالأعمدة أو بالصف ، وفي حال قام بتركيب الألوان المختلف فهي لن تنجح .

## وصلات خارجية
- كولومنس على موقع IMDb (الإنجليزية)

- Columns at Gamefabrique